# سونگ یون آه
سونگ یون آه (کره‌ای: 송윤아؛ زادهٔ ۷ ژوئن ۱۹۷۳) بازیگر اهل کره جنوبی است.

## حرفه
در سال ۱۹۹۸ سونگ با نقش منفی اش در سریال آقای کیو به شهرت رسید. در این سریال رئیس شرکت طراحی لباس زیر بود و قهرمان داستان را اذیت می‌کرد. این سریال که مطابق باب روز بود توانست مخاطبینش را به درصد ۴۵٫۳ برساند. در سال‌های بعد از آن با بازی اش در سریالی نظیر هتلدار کاملاً شناخته شد.
چند فیلم اولش در سینماها با استقبال خوبی مواجه نشد. اما در اواخر سال ۲۰۰۲ سانگ در یکی از بزرگ‌ترین فیلم تجاری موفق آن سال، Jail Breakers در کنار سول کیونگ گو و چا سئونگ وون به ایفای نقش پرداخت. او با بازی پر انرژی اش در سریال کمدی کیم سانگ جین، در جشنواره‌های فیلم اژدها آبی، فیلم چانسو و همین‌طور جشنواره زنگ بزرگ جایزه بهترین بازیگر نقش مکمل زن را از آن خود کرد. او در سال ۲۰۰۴ در فیلم ترسناک صورت (Face) در نقش یک انسانشناس در مؤسسه ملی پژوهش‌های علمی ظاهر شد.
در سال ۲۰۰۶، او به همراه سول کیونگ گو در ملودرام گمشدن در عشق (Lost in Love) به کارگردانی چو چانگ مین که مخاطبان کمی داشت بازی کرد. این ملودرام دربارهٔ دو دوست هم دانشگاهی است که مدتی از هم جدا می‌شوند و بعد از ۱۰ سال دوباره همدیگر را می‌بینند. به دنبال آن او در فیلم جنایی آرانگ در نقش یک کاراگاه بازی کرد. در این فیلم برای اولین بار دستمزد او از بازیگران مرد حاضر در این فیلم بیشتر بود. اما مانند فیلم صورت، فیلم قبلی او که در ژانر وحشت بود، فیلم سینمایی آرانگ یک فیلم تجاری بود که منتقدین از آن استقبال نکردند. سونگ با سریال خواهر دوست داشتنی من به تلویزیون بازگشت. او در این سریال نقش دختر یک خانواده ثروتمند را بازی می‌کند که از رشته هنر فارغ‌التحصیل شده‌است، اما به‌طور ناگهانی مجبور می‌شود بعد از ورشکسته شدن پدرشان و ناپدید شدن او مسئولیت سرپرستی خانواده را به عهده بگیرد و از برادرهای کوچک ترش مراقبت کند.
در سال ۲۰۰۸ او در سریال محبوب on air بازی کرد، سریالی که نگاهی به پشت صحنه صنعت سرگرمی کره دارد. او در این سریال نقش یک فیلمنامه‌نویس موفق را بازی می‌کند که با یک بازیگر بسیار محبوب درگیری دارد و در حالی که عاشق یک کارگردان تلویزیونی است. سپس در سال ۲۰۰۹ در فیلم سینمایی مهیج مخفی در نقش همسر یک کارآگاه جنایی بازی کرد. او به یکی از مضنونین قتل بی رحمانه ای که او به آن رسیدگی می‌کند است. در حالی که در سال ۲۰۱۰ در فیلم سینمایی بسیار غمگین لباس عروسی، نقش یک زن بیوهٔ طراح لباس عروس را بازی می‌کند که سرطان دارد و بی‌وقفه در حال دوختن لباس عروسی است که می‌خواهد به عنوان هدیه برای عروسی دختر کوچکش بدهد.
بعد از اینکه در سال ۲۰۰۸ ازدواج کرد و سال ۲۰۱۰ بچه دار شد، سونگ به مدت ۵ سال از بازگری فاصله گرفت. او در سال ۲۰۱۰ به عنوان یک استاد کمکی دانشگاه و یک سخران نیمه وقت در دانشگاه هنر سئول مشغول به کار شد. او همین‌طور از اعضای هیئت علمی بخش هنرهای نمایشی و همین‌طور بخش رادیو و تلویزیون، سرگرمی و هنرهای بصری بود. او فعالیتش را به عنوان مجری مراسم اهدای جوایز هم محدود کرد (او از سال ۲۰۰۳ تا ۲۰۱۰ مجری مراسم اهدای جوایز فیلم‌های کره ای بود) و در سال ۲۰۱۱ در برنامه آشپزی شرکت کرد و در همان سال به عنوان داور در برنامه استعداد یابی کره حضور یافت.
سونگ در سال ۲۰۱۴ با سریال مامان به حرفه بازیگری بازگشت. او در این سریال نقش مادر مجردی را بازی می‌کند که بیماری ناعلاج دارد و هدفش پیدا کردن خانواده برای پسرش است، در همین جریان او با همسر معشوقه سابقش دوست می‌شود. او بخاطر بازی در این سریال جایزه بهترین بازیگر نقش اصلی زن را در ۵۱ امین جشنواره هنری بائک سونگ از آن خود کرد.

## زندگی شخصی
سونگ در ۲۸ می ۲۰۰۹ در کلیسای کاتولیک واقع در بانگبائه دانگ با سول کیونگ گو ازدواج کرد و بعد از آن جشنی در هتل ریتز کارلتون در سئول برگزار کردند. هر دوی آن‌ها از دانشگاه هان یانگ تحصیل کرده‌اند و در فیل‌های Jail Breakers 2006 Lost in Love، ۲۰۰۲ در مقابل هم بازی کردند. پسر آن‌ها سول سئونگ یون در ۳ اوت ۲۰۱۰ به دنیا آمد.
در سال ۲۰۱۴ سانگ، به صورت قانونی تهمتی که ۵۷ شهروند در اینترنت شایعه کرده بودند که در سال ۲۰۰۲ زمانی که سول کیونگ گو (شوهرش) با همسر اولش بود رابطه داشته و باعث طلاقشان در سال ۲۰۰۶ شده‌است را رد کرد. سول و سونگ این شایعات را رد کردند و اظهار کردند که رابطه‌شان از سال ۲۰۰۷شروع شده‌است.

## فیلم‌شناسی

### مجموعه تلویزیونی
| نام                   | نام انگلیسی            | سال  | محصول    | بازیگران                                   |
| --------------------- | ---------------------- | ---- | -------- | ------------------------------------------ |
| کی۲                   | The K2                 | ۲۰۱۶ | HB       | جی چانگ-ووک سونگ یان آه یونآ جو سونگ‌ها     |
| مجلس ملی              | Assembly               | ۲۰۱۵ | KBS2     | چویی این کیونگ                             |
| مامان                 | Mama                   | ۲۰۱۴ | ام بی سی | هان سئونگ هی                               |
| روی هوا               | On Air                 | ۲۰۰۸ | SBS      | Lee Bum Soo, Kim Ha Neul                   |
| خواهر دوست داشتنی من  | My Beloved Sister      | ۲۰۰۶ | MBC      | Kim Sung Soo, Jo Kyung Hwan                |
| هنگ کنگ سریع‌السیر     | Hong Kong Express      | ۲۰۰۵ | SBS      | Jo Jae Hyun, Cha In Pyo                    |
| به سوی طوفان          | Into the Storm         | ۲۰۰۴ | SBS      | Kim Suk Hoon, Kim Min Joon                 |
| اکنون                 | The Present            | ۲۰۰۳ | MBC      | Lee Joon, Maeng Se Chang                   |
| من خرس دوست دارم      | I Love Bear            | ۲۰۰۱ | MBC      | Kim Kuo Jin, Chu Min Ji                    |
| مسئول هتل             | HOTELIER               | ۲۰۰۱ | MBC      | Kim Seung Woo, Bae Yong Joon, Song Hae Gyo |
| دوستان گرم            | NG Friends             | ۲۰۰۰ | SBS      | Ahn Jae Wook                               |
| پسران بد              | Bad Boys               | ۲۰۰۰ | MBC      | Ahn Jae Wook, Kim Ji Soo                   |
| داستان عشق            | Love Story             | ۱۹۹۹ | MBC      | Jeong Joon Hu                              |
| تو ذهن من را نمی‌شناسی | You Don't Know My Mind | ۱۹۹۹ | MBC      | Lee Jae Ryong, Shin Ae Ra                  |
| برو! بهشت مال ماست    | Go! Heaven of Ours     | ۱۹۹۹ | MBC      | Chu Min Ji, Park Jung Chul                 |
| پادشاه خیابان         | The Street King        | ۱۹۹۹ | MBC      | Cha In Pyo, Kim Nam Joo                    |
| کریسمس سفید           | White Christmas        | ۱۹۹۹ | CNZTV    | Self-produced and self-directed            |
| رئیس                  | The Boss               | ۱۹۹۹ | MBC      | Cha In Pyo, Kim Sang Kyung                 |
| مدافع                 | Advocate               | ۱۹۹۸ | MBC      | Son Chang Min, Lee Young Ae                |
| کار دستی (کاغذی)      | Paper crane            | ۱۹۹۸ | MBC 2    | Ryu Shi Won, Myung Se Bin                  |
| آقای Q                | Mr. Q                  | ۱۹۹۸ | SBS      | Kim Hee Sun, Kim Min Jong                  |
| عشق                   | Love                   | ۱۹۹۸ | MBC      | Jang Dong Gun, Kim Mi Sok                  |
| اشک اژدها             | Tears Of The Dragon    | ۱۹۹۷ | KBS      | Yoo Dong Geun, Choi Myung Gil              |
| سن فردیت              | Age of individuality   | ۱۹۹۵ | KBS      | Seol Kyung-gu                              |

### فیلم
| نام                   | نام انگلیسی              | سال  | بازیگران                                      |
| --------------------- | ------------------------ | ---- | --------------------------------------------- |
| لباس عروس             | Wedding Dress            | ۲۰۱۰ | Kim Hyang-ki, Kim Myeong-gook, Jeon Mi-seon   |
| راز (نجات همسر من)    | Secret (saving My Wife)  | ۲۰۰۹ | Cha Seung-won, Ryoo Seung-yong, Park Won-sang |
| ارانگ                 | Arang                    | ۲۰۰۶ | Lee Dong wook, Lee Jong-su, Kim Hae-in        |
| گمشده در عشق          | Lost In Love             | ۲۰۰۶ | Seol Kyeong-gu, Lee Ki-woo, Lee Hwi-hyang     |
| صورت                  | Face                     | ۲۰۰۴ | Shin Hyeon-jun, Kim Seung-wook                |
| زندان شکن             | Jail Breakers            | ۲۰۰۲ | Sol Kyung Gu, Cha Seung Won                   |
| یک شاهکار در زندگی من | A Masterpiece in my Life | ۲۰۰۰ | Park Joong Hoon                               |
| Zzang                 | Zzang                    | ۱۹۹۸ | Cha In Pyo                                    |
| ۱۸۱۸                  | ۱۸۱۸                     | ۱۹۹۷ | Jeong Joon Ho                                 |

## جوایز و نامزدی‌ها
- ۲۰۰۹ Hello football campaign ambassador
- ۲۰۰۸ Drama "On Air" OST "shadow" SBS
- ۲۰۰۸ Drama Awards - Top 10 Popularity Award SBS
- ۲۰۰۳ to 2008 Republic of Korea from MC Film Awards
- ۲۰۰۵ After being empty for Science Ambassador me ears
- ۲۰۰۴ Drama Awards - Top 10 Popularity Award SBS
- ۲۰۰۳ Best Supporting Actress, Jailbreakers, 40th Grand Bell Awards
- ۲۰۰۲ Best Dressed/Most Fashionable, Fashion Critics, Movie Actress Category
- ۲۰۰۲ Andrei Kim Beststar Awards, Movie Actress Category
- ۲۰۰۲ Best Supporting Actress, Jailbreakers, 23rd Blue Dragon Awards
- ۲۰۰۱ Scottish Fashion Ambassador
- ۲۰۰۱ Nominee, Top Acting Award, Hotelier, MBC
- ۲۰۰۱ Best Actress, Hotelier, MBC
- ۲۰۰۰ 1st mission to promote disability section of it
- ۱۹۹۹ 2002 Golden Disc Awards MC
- ۱۹۹۸ People's Choice Award, Mr. Q, SBS
- ۱۹۹۵ Gold Award, Supertalent Contest, KBS
- ۱۹۹۵ Gold Award, Supertalent Contest, KBS